# Szuhay István
Szuhay István (Szuha, 1551. – Bécs, 1608. június 9.) nyitrai katolikus püspök, kalocsai érsek, esztergomi apostoli adminisztrátor, főispán.

## Élete
A gimnáziumot Nagyszombatban végezte, majd Bécsben filozófiát és teológiát hallgatott. Már fölszentelése előtt a nagyszombati szeminárium tanára lett. 1585-től esztergomi kanonok, 1590-től sasvári főesperes, Nagyszombatban magyar hitszónok. 1592-től nagyprépost és érseki helynök. 1593-ban II. Rudolf váci püspökké nevezte ki, amit VIII. Kelemen pápa 1595-ben megerősített és Pozsonyban felszentelték. 
Mialatt Pálffy Miklós visszafoglalta Nógrád várát és Vácot, ő Erdélyben Bocskai Istvánnál járt követségben. 1597-ben kamarai elnökké nevezték ki, majd 1598-ban Istvánffy Miklós és Nádasdy Ferenc mellett ismét Erdélyben járt követségben. 1598-tól egri püspök lett. Bocskaival szemben hű maradt a királyhoz, ezért 1605-ben a korponai és 1606-ban a kassai országgyűlésen mint hazaárulót száműzetésre ítélték. A király 1607-ben nyitrai püspökké, majd kalocsai érsekké nevezte ki. Heves és Külső-Szolnok vármegye főispánja is volt. 1602-1605 között az esztergomi főegyházmegye apostoli adminisztrátora. A bécsi jezsuita templomban temették el.